# Sebastián Pérez Bouquet
Sebastián Pérez Bouquet Pérez (* 22. Juni 2003 in Guadalajara, Jalisco) ist ein mexikanischer Fußballspieler, dessen Position sich im offensiven Mittelfeld befindet.

## Leben
Pérez Bouquet Pérez begann seine Laufbahn im Nachwuchsbereich seines Heimatvereins Deportivo Guadalajara und galt bereits frühzeitig als ein Juwel.
Seit der Apertura 2022 gehört er zum Kader der ersten Mannschaft, bestritt sein Debüt in der höchsten mexikanischen Spielklasse am 9. Januar 2022 beim 3:0-Heimsieg gegen den Mazatlán FC und kam in der Punktspielrunde dieser Halbsaison in 8 von 17 Spielen seines Vereins zum Einsatz.